# 천충원
천충원(중국어 정체자: 陳重文, 병음: Chén Chóngwén, 1977년 9월 24일 ~ )은 중화민국의 정치인이다. 2014년 타이베이시 제1선거구의 시의원으로 당선된다.

## 학력
- 타이베이시립 둔쉬 고급 공업 및 상업 직업학교
- 국립 체육 대학 체육진흥학과 현직특화반 석사
- 국립 체육 대학 체육연구소 스포츠교육그룹 박사

## 같이 보기
- 중국국민당